# Коротков, Илья Евгеньевич
Илья Евгеньевич Коротков (6 декабря 1983) — российский метатель копья, заслуженный мастер спорта России, участник Олимпийских игр (2008, 2012), чемпион России (2012).

## Спортивная биография
Представлял Россию на Олимпийских играх в Пекине в 2008 году, где занял седьмое место в финале.
В следующем году он взял серебро на первом Европейском командном чемпионате в Лейрия (Португалия), но он не смог повторить свой успех на чемпионате мира 2009 года по легкой атлетике.
В начале сезона 2010 года, он поставил личный рекорд бросив копьё на 85,47 м (Адлер, Россия), и продолжил показывать хорошую форму выиграв золото на Кубке Европы 2010 года (Арль, Франция), метнув копьё на 83,28 м.
4 июля 2012 года стал чемпионом России в метании копья с результатом 79,61 м и представляет Россию на Олимпийских играх 2012 года в Лондоне.

## Достижения
| Год  | Турнир                               | Место проведения | Результат | Расстояние |
| ---- | ------------------------------------ | ---------------- | --------- | ---------- |
| 2008 | 8-й Кубок Европы по зимним метаниям  | Сплит, Хорватия  | 1-й       | 81,52 м    |
| 2008 | Олимпийские игры                     | Пекин, КНР       | 7-й       | 83,15 м    |
| 2010 | 10-й Кубок Европы по зимним метаниям | Арль, Франция    | 1-й       | 83,28 м    |